# 莉寶·查卡辛娜
莉寶·查卡辛娜（1987年12月23日—），白俄羅斯的韻律體操選手。她获得了2012年夏季奥林匹克运动会艺术体操女子个人全能比赛铜牌。 